# Frédéric Serrat
Frédéric Serrat (Grasse, 15 de marzo de 1977) es un deportista francés que compitió en boxeo. Ganó una medalla de plata en el Campeonato Mundial de Boxeo Aficionado de 1997, en el peso semipesado.
En enero de 1998 disputó su primera pelea como profesional. En su carrera profesional tuvo en total 28 combates, con un registro de 23 victorias y 5 derrotas.

## Palmarés internacional
| Campeonato Mundial | Campeonato Mundial | Campeonato Mundial | Campeonato Mundial |
| Año                | Lugar              | Medalla            | Categoría          |
| ------------------ | ------------------ | ------------------ | ------------------ |
| 1997               | Budapest (Hungría) | Medalla de plata   | 81 kg              |